# 格里姆岩
格里姆岩（英語：Grim Rock），是南極洲的岩石，位於葛拉漢地的葛拉漢海岸，處於格迪徹斯岩東南面6公里和佩雷斯角西北面19公里，在1936年2月由英國探險隊繪入地圖，現時由南極條約體系管理。